# Liste des députés européens de Finlande de la 9e législature

Cet article présente la liste des députés européens de Finlande élus lors des élections européennes de 2019 en Finlande.

## Députés européens élus en 2019
| Nom                    | Parti | Parti                               | Groupe parlementaire européen |
| ---------------------- | ----- | ----------------------------------- | ----------------------------- |
| Sirpa Pietikäinen      |       | Parti de la coalition nationale     | PPE                           |
| Petri Sarvamaa         |       | Parti de la coalition nationale     | PPE                           |
| Henna Virkkunen        |       | Parti de la coalition nationale     | PPE                           |
| Heidi Hautala          |       | Ligue verte                         | Verts/ALE                     |
| Ville Niinistö         |       | Ligue verte                         | Verts/ALE                     |
| Alviina Alametsä       |       | Ligue verte                         | Verts/ALE                     |
| Eero Heinäluoma        |       | Parti social-démocrate de Finlande  | S&D                           |
| Miapetra Kumpula-Natri |       | Parti social-démocrate de Finlande  | S&D                           |
| Teuvo Hakkarainen      |       | Vrais Finlandais                    | ID                            |
| Laura Huhtasaari       |       | Vrais Finlandais                    | ID                            |
| Elsi Katainen          |       | Parti du centre                     | RE                            |
| Mauri Pekkarinen       |       | Parti du centre                     | RE                            |
| Silvia Modig           |       | Alliance de gauche                  | GUE/NGL                       |
| Nils Torvalds          |       | Parti populaire suédois de Finlande | RE                            |

## Entrants et sortants
| Entrant                | Parti                           | Groupe    | En remplacement de | Date             | Motif                                |
| ---------------------- | ------------------------------- | --------- | ------------------ | ---------------- | ------------------------------------ |
| Alviina Alametsä       | Ligue verte                     | Verts/ALE | Siège vacant       | 1er février 2020 | Redistribution des sièges du Brexit. |
| Pirkko Ruohonen-Lerner | Vrais Finlandais                | CRE       | Laura Huhtasaari   | 12 avril 2023    | Élection au Parlement de Finlande.   |
| Eija-Riitta Korhola    | Parti de la coalition nationale | PPE       | Petri Sarvamaa     | 1er juin 2024    |                                      |

## Changement d'affiliation
| Membre            | Parti  | Parti   | Groupe | Groupe  | Date         |
| Membre            | Ancien | Nouveau | Ancien | Nouveau | Date         |
| ----------------- | ------ | ------- | ------ | ------- | ------------ |
| Teuvo Hakkarainen | PS     | PS      | ID     | CRE     | 6 avril 2023 |